# 蓮沼藍
蓮沼 藍（はすぬま あい、1990年3月4日 - ）は、日本の元子役、タレント。元シーアンドティー（キャロット）所属。

## 経歴・人物
- 現在の埼玉県さいたま市出身。
- 趣味は漫画を読む。

円谷プロダクション製作の「ウルトラマンガイア」に第2のウルトラマン「アグル」に変身する藤宮博也の思想信条に大きな影響を与える少女（通称「ユキ」）という視聴者の印象に残る役で出演したのち、テレビ東京で放送された円谷プロの『ブースカ! ブースカ!!』で妖精・パック役として出演。その後はNHKの小学校高学年向けのテレビドラマ『虹色定期便』（2000年度）にレギュラー出演した。また学校では、「猫みたいなやつ」と言われたこともある。
2001年度では、テレビ東京のバラエティ番組『おはスタ・第1部（当時タワスタ）』にレギュラー出演をしていた。
前述の『虹色定期便』に出演した際、蓮沼演じる亀田七の母親役の奥井奈緒子には「藍ちゃんはほんっとに可愛いので、食べてしまいたいくらい」と言われている。なお、この作品の中では他の子役と同様標準服を着用した。これは、舞台となった甲府市立富士川小学校（2011年3月閉校）が標準服の着用を義務付けていたためだが、共演者である山岸絵里奈、鈴木麻世がブラウスを着ていたのに対し、蓮沼はポロシャツと、違う服を着ていた。
『おはスタ』降板後、芸能活動を停止。その後、長らく消息が不明となっていた。
2012年よりFacebookに登録し、断片的ながら近況を報告するようになる。プロフィール欄における職業は2015年4月以降、伊勢丹勤務とされている。同年5月11日以降は伊勢丹内部の歯科にて歯科助手として働いている。出身高校は浦和実業学園高等学校。
2020年7月、ウルトラマンガイアで共演した吉岡毅志と20年以上の時を経て再会を果たした。

## 出演

### テレビ
- 土曜ワイド劇場「竜飛岬に消えた殺人者 嫁姑が知ってるつもりの 「太宰治」の謎に挑む!」（1997年6月21日、ANB）
- ウルトラマンガイア第20、30、37、46話（1999年1月23日、4月3日、5月22日、7月24日、TBS・毎日放送） - 少女 役
- ブースカ! ブースカ!!（1999年 - 2000年、テレビ東京） - 妖精パック 役
- あぶない放課後第6話（1999年5月17日）
- 虹色定期便（2000年、NHK） - 亀田七役、レギュラー
- おはスタ（テレビ東京） - おはキッズ
- ウルトラマンコスモス第36話（2002年3月9日）、（TBSテレビ・毎日放送） - サクラ役

### CM
- グリコ「すくすくキッズアイス」（2001年4月）

## 雑誌
- Prolog